# Dwars door Drenthe
O Dwars door Drenthe (oficialmente: Energiewacht Dwars door Drenthe) é uma corrida de ciclismo de um dia holandesa que se disputa na província de Drente; ainda que não tem data fixa se enquadra no mesmo programa de competições consecutivas disputadas em Drenthe entre uma quinta-feira e um domingo, três femininas e duas masculinas, sem nenhuma ordem predeterminada de um ano a outro.
Criou-se em 2010 fazendo parte do UCI Europe Tour dentro da categoria 1.1. Em 2011 integrou-se como a primeira etapa do Tour de Drenthe e de novo em 2012 se separou como corrida independente de categoria 1.1.
O quilometragem do seu traçado tem variado já que não começa no mesmo lugar, no entanto sempre acaba em Hoogeveen.

## Palmarés
| Ano  | Ganhador                                             | Segundo                                              | Terceiro                                             |
| ---- | ---------------------------------------------------- | ---------------------------------------------------- | ---------------------------------------------------- |
| 2010 | Enrico Rossi                                         | Arnoud Van Groen                                     | Coen Vermeltfoort                                    |
| 2011 | integrada no Tour de Drenthe como sua primeira etapa | integrada no Tour de Drenthe como sua primeira etapa | integrada no Tour de Drenthe como sua primeira etapa |
| 2012 | Theo Bos                                             | Barry Markus                                         | Daniele Colli                                        |
| 2013 | não se disputou devido às condições meteorológicas   | não se disputou devido às condições meteorológicas   | não se disputou devido às condições meteorológicas   |
| 2014 | Simone Ponzi                                         | Bert-Jan Lindeman                                    | Tijmen Eising                                        |
| 2015 | Manuel Belletti                                      | Barry Markus                                         | Michael Carbel                                       |

## Palmarés por países
| País          | Vitórias |
| ------------- | -------- |
| Itália        | 3        |
| Países Baixos | 1        |